# S Enam Aek Nabara
S Enam Aek Nabara is een bestuurslaag in het regentschap Labuhan Batu van de provincie Noord-Sumatra, Indonesië. S Enam Aek Nabara telt 1343 inwoners (volkstelling 2010).